# 彩虹小馬：小馬國女孩—永恆自由傳奇
《彩虹小馬：小馬國女孩－永恆自由傳奇》（英語：My Little Pony: Equestria Girls – Legend of Everfree），是美國-加拿大動畫《彩虹小馬：友情就是魔法》電影《彩虹小馬：坎特拉女孩》系列的第四集；北美地區2016年10月於Netflix首播，巴西則於9月24日於Discovery Kids先行播映，香港則定本作譯名為《小馬寶莉EG女孩—永恆自由傳奇》，在2018年8月11日起於無綫電視翡翠台每週六早上10:15-10:45以分拆播映。2018年9月23日 台灣東森幼幼台以《彩虹小馬之森林的魔法秘密》之名播映。

## 劇情
人類世界的紫悅將與坎特拉高中的新同學們在『永遠自由營地』（Camp Everfree，或音譯為艾佛瑞營地）參加露營活動，準備度過輕鬆的一個假期，但隨後她們發現，風景優美的營區似乎瀰漫著不尋常的氣氛，且令人吃驚的是，紫悅與她的好友又得到了新的魔法能力。而紫悅也發現，「另一個自己」似乎正不懷好意的蠢蠢欲動......

## 角色

### 主要角色

#### 坎特拉高中(Canterlot High School，CHS)
- 紫悅（Twilight Sparkle）

配音員：美國：Tara Strong、Rebecca Shoichet（歌）
淡薰衣草色皮膚的女生，和小馬世界的紫悅公主一樣博學多聞。
前水晶預備學院首席高材生，於友誼競賽過後轉學至坎特拉高中。
曾在友誼競賽中因故遭到魔力反噬而惡魔化，導致其對魔法有某種陰影。
魔法能力是用念力移動物體(類似小馬世界的飄浮咒)。
本片中的髮型是馬尾。
暗夜紫悅（Midnight Sparkle）
過去紫悅被魔力反噬而惡魔化的樣貌，儘管紫悅因為落日霞光凝聚的友誼魔法而得到淨化，但暗夜紫悅卻依然存在於其潛意識中伺機而動。
- 落日霞光 （Sunset Shimmer）

配音員：美國：Rebecca Shoichet
橙黃色身體，火紅色棕毛的獨角獸，後來到了人類世界並變成人。第一集的大反派，被紫悅公主等人擊敗後改邪歸正，並成為她們的好友。
由於兩人都有過同樣的遭遇，因此成為紫悅傾訴心聲的對象。
魔法能力是能透過接觸聽見其他人的心聲。
- 蘋果嘉兒（AppleJack）

配音員：美國：Ashleigh Ball
橘色皮膚，小馬世界為陸馬，帶牛仔帽的女生，個性直爽真誠。
魔法能力是變的力大無窮。
- 柔柔（Fluttershy）

配音員: 美國：Andrea Libman
淡黃色皮膚的女生，小馬世界為飛馬，個性膽小羞怯。十分關心流浪動物，經常在校園發放保護動物的傳單。
魔法能力是能和動物溝通。
- 珍奇（Rarity）

配音員：美國：Tabitha St. Germain、Kazumi Evans（歌）
白皮膚紫髮的女生，跟小馬世界的珍奇一樣喜愛服裝設計，在小馬世界為獨角獸，就算是在野外露營還是滿腦子時尚感。
魔法能力是能憑空形成寶石結晶。
- 雲寶（Rainbow Dash）

配音員：美國：Ashleigh Ball
藍皮膚彩虹色頭髮，小馬世界為飛馬，男孩子氣的女生，運動萬能，是校內所有運動社團的社長。
魔法能力是能高速移動。
- 碧琪（Pinkie Pie）

配音員: 美國：Andrea Libman、Shannon Chan-Kent（歌）
粉紅色膚色的女生，小馬世界為陸馬，個性活潑又無厘頭，在校內負責活動的規畫。
魔法能力是可以引爆任何含有糖分的物質。
- 穗龍（Spike the dog）

配音員：美國：Cathy Weseluck
人類世界的紫悅所飼養的寵物狗，外觀與小馬世界的穗龍來到人類世界時一模一樣。
原本是隻普通的狗，但於前作中因故獲得和人溝通的語言能力。

#### 永遠自由營地(Camp Everfree)
- 歐莎（Gloriosa Daisy）

配音員：美國：Enid-Raye Adams、Kelly Metzger（歌）台灣：陳凱莉
本片終極亦正亦邪大反派，後棄暗投明
永遠自由營地的嚮導，為人熱情，但在其外表之下，似乎隱藏著什麼不希望別人知道的事。
劇中提到因為營地財政問題而兀自煩惱的她，意外接觸到了魔法，此後多次為了辦好營隊而使用魔法，但在不知情的他人眼裡卻是一連串的奇異現象。爾後因為魔法失控的關係，差點毀掉整個營地，所幸最後在紫悅等人的努力下讓事情平安落幕。
有著「我能搞定。」(I've got it)的口頭禪。
- 天柏（Timber Spruce）

配音員：美國：Brian Doe 台灣：陳彥鈞
歐莎的弟弟，生性外向，同樣是營地嚮導。
對於歐莎使用魔法一事感到不認同，但還是用營地鬼故事來替她做掩護，看得出他的貼心。
和紫悅互相有好感，在劇中多次展開積極的攻勢。

### 其他配角
- 宇宙校長 （Principal Celestia）

配音員：美國：Nicole Oliver 台灣：陳凱莉
坎特拉高中的校長，是在人類世界的宇宙公主形象。
於本作中提及姊妹兩人都是坎特拉高中的校友，也曾參加過永遠自由營隊。
- 月亮副校長 （Vice-principal Luna）

配音員：美國：Tabitha St. Germain 台灣：劉如蘋
坎特拉高中的副校長，是宇宙校長的妹妹，也是在人類世界月亮公主的形象。
- 閃電衛兵（Flash Sentry）

配音員：美國：Vincent Tong 台灣：宋昱璁
橘膚深藍髮色的男生，對小馬世界的紫悅有好感，也因此對於人類世界的紫悅反而不知道該如何與其相處。
- 崔西（Trixie Lulamoon）

配音員：美國：Kathleen Barr
坎特拉高中的學生，個性與她的對應小馬一樣驕傲，第一人稱的用語不是「我」而是「神奇又偉大的崔西（Great and Powerful Trixie，其中Trixie會拉長音）」。
- 巴克（Bulk Biceps）

配音員：美國：Jayson Thiessen、Michael Dobson（後期）
坎特拉高中的學生之一，和小馬世界的他一樣有著一身壯碩的肌肉。
- 黑膠刷盤(Vinyl Scratch)

又名DJ小馬，坎特拉高中的學生之一，個性奔放的電子音樂DJ跟小馬世界的相同，紫色太陽眼鏡和散亂毛髮是其最突出的特徵，任職於某間樂器行。
本作中和柔柔分配在同一間帳篷。
- 小呆/馬芬（Derpy Hooves/Muffins）

配音員：美國：Tabitha St. Germain
坎特拉高中的學生之一，和小馬世界的她一樣有著眼睛左右不對稱的特徵。
- 提琴姬/奧特莉亞（Octavia Melody）

配音員：美國：Kazumi Evans
坎特拉高中的學生之一，善於演奏大提琴。
- 萊菈心弦（Lyra Heartstrings）

配音員：美國：Ashleigh Ball
坎特拉高中的學生之一，與甜心糖糖是好友。
- 甜心糖糖/邦邦（Sweetie Drops/Bon Bon）

坎特拉高中的學生之一，與萊菈心弦是好友。

## 原聲帶
| 曲序     | 曲目                            | 词曲                             | Performer(s)                                                                                           | 时长  |
| -------- | ------------------------------- | -------------------------------- | --- | ----- |
| 1.       | Legend of Everfree (Main Title) | Daniel Ingram                    | Twilight Sparkle, Sunset Shimmer, Applejack, Fluttershy, Pinkie Pie, Rainbow Dash, Rarity and ensemble | 2:13  |
| 2.       | The Midnight in Me              | Daniel Ingram                    | Twilight Sparkle                                                                                       | 1:32  |
| 3.       | Embrace the Magic               | Joanna Lewis and Kristine Songco | Sunset Shimmer                                                                                         | 2:30  |
| 4.       | We Will Stand for Everfree      | Daniel Ingram                    | Gloriosa Daisy                                                                                         | 2:03  |
| 5.       | Legend You Are Meant To Be      | Daniel Ingram                    | Twilight Sparkle, Sunset Shimmer, Applejack, Fluttershy, Pinkie Pie, Rainbow Dash, and Rarity          | 2:32  |
| 6.       | Hope Shines Eternal             | Daniel Ingram                    | Twilight Sparkle, Sunset Shimmer, Applejack, Fluttershy, Pinkie Pie, Rainbow Dash, Rarity and ensemble | 2:35  |
| 总时长： | 总时长：                        | 总时长：                         | 总时长：                                                                                               | 13:25 |

## 外部連結
- 官方网站 （英文）
- 互联网电影数据库（IMDb）上《彩虹小馬：小馬國女孩—永恆自由傳奇》的资料（英文）